# Hiệp hội Da Giầy Việt Nam
Hiệp hội Da - Giầy - Túi xách Việt Nam, trước đây là Hiệp hội Da Giầy Việt Nam, là tổ chức xã hội nghề nghiệp phi lợi nhuận của những người, tổ chức, doanh nghiệp hoạt động trong lĩnh vực da giày tại Việt Nam. Hiệp hội có tên giao dịch tiếng Anh là Vietnam Leather, Footwear and Handbag Association, viết tắt là LEFASO .
Năm 2013 Hiệp hội đổi tên và sửa điều lệ, và được Bộ Nội vụ phê duyệt tại Quyết định số 822/QĐ-BNV ngày 15 tháng 7 năm 2013 .
Văn phòng Hiệp hội đặt tại địa chỉ 160 Hoàng Hoa Thám, Thuỵ Khuê, quận Tây Hồ, Hà Nội .